# Jarawa jezici
Jarawa jezici, skupina od 15 bantoid jezika koji se govore na području Kameruna i Nigerije. Ime dobiva po glavnom jeziku jarawa (150,000 govornika; 1978 MARC). Ostali predstavnici su: mbonga [xmb] (1,490; 2000); nagumi [ngv]†; i ngong [nnx] (2; Dieu and Renaud 1983). Svi iz Kameruna.
Drugu nigerijsku podskupinu čine: bada [bau] (10,000; 1991 SIL); bile [bil] (30,000; 1992); duguri [dbm] (20,000; 1995 CAPRO); dulbu [dbo] (100; 1993); gwa [gwb] (980; 2000); jarawa [jar]; kulung [bbu] (15,000; 1973 SIL); labir [jku] (13,000; 2006); lame [bma] (10,000; 1995 CAPRO); mama [mma] (20,000; 1973 SIL); mbula-bwazza [mbu] (40,600; 2000); i shiki [gua] (1,200; 2006).

## Vanjskew poveznice
- Ethnologue (14th)
- Ethnologue (15th)